# Anacithara phyllidis
Anacithara phyllidis é uma espécie de gastrópode do gênero Anacithara, pertencente a família Horaiclavidae.